# Södra Glasögontjärnen
Södra Glasögontjärnen är en sjö i Malung-Sälens kommun i Dalarna och ingår i Göta älvs huvudavrinningsområde.